# Albert Welte
Albert Welte (* 10. Februar 1875 in Frastanz; † 12. Oktober 1955 ebenda) war ein österreichischer Politiker (CS, ÖVP). Welte war von 1909 bis 1914 sowie von 1918 bis 1934 Abgeordneter zum Vorarlberger Landtag.

## Leben und Wirken
Albert Welte wurde am 10. Februar 1875 als Sohn des Küfers, Stickers und Gastwirts Franz Josef Welte und seiner Frau Agatha in der Vorarlberger Gemeinde Frastanz geboren. Beruflich war der ledige und kinderlose Albert Welte als Konsumverwalter tätig. Im Jahr 1909 wurde Welte sowohl Mitglied der Frastanzer Gemeindevertretung als auch als Abgeordneter der allgemeinen Wählerklasse Feldkirch–Dornbirn Mitglied des Vorarlberger Landtags. Gemeindevertretungsmitglied blieb er bis 1938, Landtagsabgeordneter bis 1914. Am 3. November 1918 wurde Welte Mitglied der provisorischen Vorarlberger Landesversammlung und anschließend ab 1919 wieder Abgeordneter zum Vorarlberger Landtag. Sein Landtagsmandat für die Christlichsoziale Partei im Wahlbezirk Feldkirch übte Welte bis zum 13. November 1934 aus. Vom 17. Juli bis zu seinem Austritt aus dem Landtag war er zweiter Landtagsvizepräsident. Zudem war er von 1919 bis 1923 für den Landesrat Josef Kennerknecht Ersatzmitglied in der Vorarlberger Landesregierung.
Von 1924 bis 1938 und nach dem Krieg von 1945 bis 1947 war Albert Welte in seiner Heimatgemeinde Frastanz Gemeindevorsteher.